# 阿努瓦 (涅夫勒省)
阿努瓦（法語：Asnois，法語發音：[anwa]）是法国涅夫勒省的一个市镇，位于该省北部，属于克拉姆西区。

## 地理
阿努瓦（47°23'55"N, 3°35'52"E）面积5.69 平方千米，位于法国勃艮第-弗朗什-孔泰大區涅夫勒省，该省份为法国中部省份，北至约讷省，西北接卢瓦雷省，西接谢尔省，南至阿列省，东南接索恩-卢瓦尔省，东临科多尔省。
与阿努瓦接壤的市镇（或旧市镇、城区）包括：约讷河畔维利耶、阿马济、布雷沃、梅特莱孔特。
阿努瓦的时区为UTC+01:00、UTC+02:00（夏令时）。

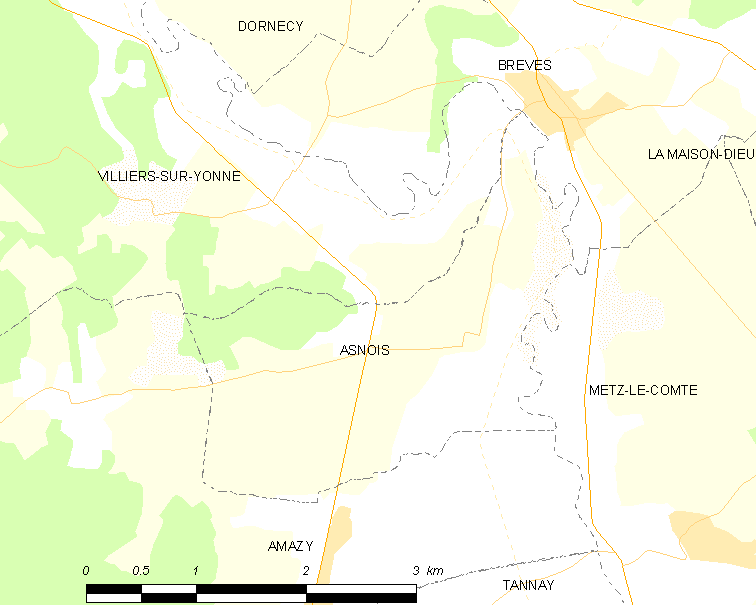
阿努瓦的OSM定位图

## 行政
阿努瓦的邮政编码为58190，INSEE市镇编码为58016。

## 政治
阿努瓦所属的省级选区为克拉姆西县。

## 交通
涅夫勒省省道D34线和D185线经过境内。

## 人口

1962-2008年间阿努瓦人口变化图示

阿努瓦于2022年1月1日时的人口数量为140人。